# ディー・ブレイズ（キックボクシングジム）

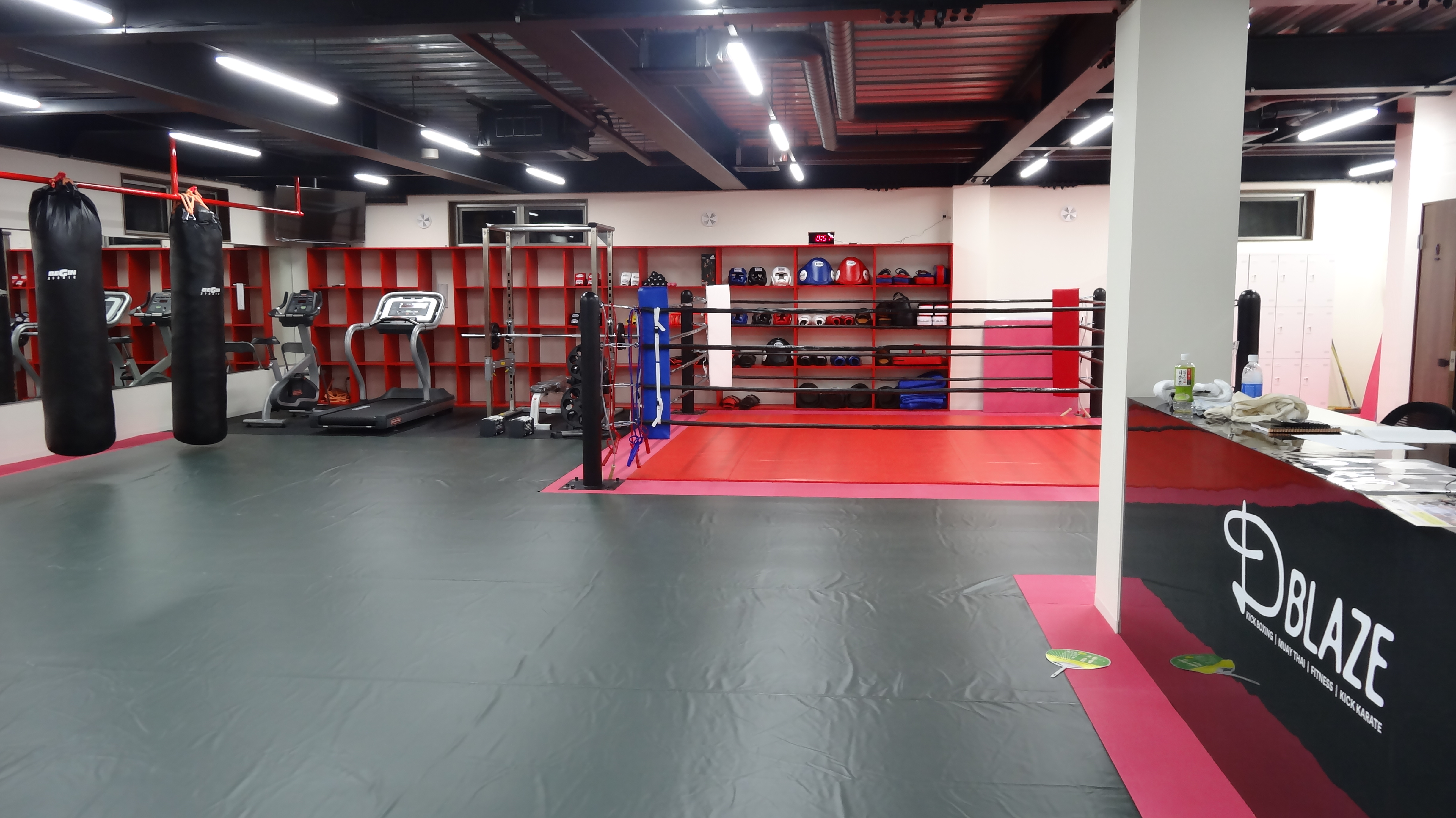
D-BLAZE（ディー・ブレイズ）江戸川区篠崎

ディー・ブレイズ（D-BLAZE）は、童子丸（押川典史）が江戸川区篠崎にオープンさせたキックボクシングのジムである。

## 概要
Dは童子丸の頭文字。ブレイズとは「閃光」「激しい炎」などの意味を持つ英語である。
日々淡々と過ぎていく人生の中で何かに燃えたい「強く輝きたい」と思っている人達を童子丸が導き照らしていける場を創りたい。そんな思いを込め、自身の頭文字Dを冠し、この名を付けた。